# Hasát járás
Hasát járás (mongol nyelven: Хашаат сум) Mongólia Észak-Hangáj tartományának egyik járása. Területe 2600 km². Népessége kb. 3344 fő.
Székhelye Bajan (Баян), mely 175 km-re fekszik Cecerleg tartományi székhelytől.